# Guamasa
Guamasa es un pueblo del municipio de San Cristóbal de La Laguna, en la isla de Tenerife —Canarias, España—.
Administrativamente se incluye en la Zona 4 del municipio.

## Características
Guamasa se ubica al noroeste del centro municipal, del que dista unos ocho kilómetros. Se halla situada a una altitud media de 617 m s. n. m., componiéndose de un área semirrural con campos de cultivo al sur de la Autopista del Norte y por una zona residencial de urbanizaciones al norte de la misma.
Está formado por los núcleos de Guamasa centro, Cruz Chica,Camino Tabares, El Boquerón,Garimba .
El barrio cuenta con varias plazas públicas, un parque infantil, un consultorio médico, con el colegio de educación infantil y primaria Santa Rosa de Lima y el colegio público El Ortigal, una farmacia, una gasolinera, la Parroquia de Santa Rosa de Lima, una ermita, una oficina de Correos, así como con varios comercios, bares y restaurantes, encontrándose también aquí parte del aeropuerto Tenerife Norte.

## Historia
Guamasa fue hasta 1846 un núcleo de la jurisdicción de Valle de Guerra, que contó con alcalde de lugar al menos desde el siglo xvii, convirtiéndose en municipio independiente al amparo de la Constitución de Cádiz en 1812, aunque no sería hasta 1836 cuando el término quede definitivamente consolidado tras las alternancias entre gobiernos constitucionales y absolutistas de la primera mitad del siglo, y de la desaparición del régimen municipal único que había sido instaurado desde la conquista. En 1846 el término municipal de Valle de Guerra y su pago de Guamasa fueron agregados finalmente al municipio de San Cristóbal de La Laguna.

## Demografía
| Año        | 2000  | 2001  | 2002  | 2003  | 2004  | 2005  | 2006  | 2007  | 2008  | 2009  | 2010  | 2011  | 2012  | 2013  | 2014  |
| ---------- | ----- | ----- | ----- | ----- | ----- | ----- | ----- | ----- | ----- | ----- | ----- | ----- | ----- | ----- | ----- |
| Habitantes | 3.419 | 3.466 | 3.458 | 3.450 | 3.501 | 3.625 | 3.671 | 3.695 | 3.757 | 3.898 | 3.939 | 3.976 | 4.003 | 3.977 | 3.985 |

## Fiestas
Guamasa celebra sus fiestas patronales en honor a Santa Rosa de Lima en el mes de agosto siendo el día principal el 30, desarrollándose actos religiosos y populares.
En el mes de junio destaca la romería en honor de San Isidro Labrador.

## Comunicaciones
Se llega al barrio principalmente a través de la Autopista del Norte TF-5.

### Transporte público
En autobús —guagua— queda conectado mediante las siguientes líneas de TITSA: 
| Línea | Trayecto                                                                 | Recorrido     |
| ----- | ------------------------------------------------------------------------ | ------------- |
| 011   | La Laguna - El Sauzal (por c/ El Calvario de Tacoronte)                  | Horario/Línea |
| 012   | La Laguna - El Sauzal (por zona centro de Tacoronte)                     | Horario/Línea |
| 051   | Circular La Laguna - Tejina - Tacoronte - La Laguna                      | Horario/Línea |
| 054   | La Laguna - Ravelo (por Agua García)                                     | Horario/Línea |
| 057   | La Laguna - Tacoronte                                                    | Horario/Línea |
| 101   | Santa Cruz - Puerto de la Cruz (por Carretera General)                   | Horario/Línea |
| 102   | Santa Cruz - Aeropuerto Norte - Puerto de la Cruz (express)              | Horario/Línea |
| 224   | La Laguna - Valle de Guerra - Tejina por El Boquerón - Punta del Hidalgo | Horario/Línea |
| 253   | La Laguna - Guamasa - Garimba                                            | Horario/Línea |

## Lugares de interés
- Iglesia de Santa Rosa de Lima
- Aeropuerto Tenerife Norte
- Casa rural Maicon
- Camino de Las Acacias
- Camino de la Cordillera